# 23041 Hunt
23041 Hunt (1999 XL22) là một tiểu hành tinh vành đai chính được phát hiện ngày 6 tháng 12 năm 1999 bởi nhóm nghiên cứu tiểu hành tinh gần Trái Đất phòng thí nghiệm Lincoln ở Socorro.